# Port St. Lucie
Port St. Lucie je město v St. Lucie County na Floridě. Ve městě žije přibližně 205 tisíc obyvatel. Jde o největší město St. Lucie County. Bylo založeno v roce 1961 a sousedí s městem White City. 

## Obyvatelstvo
| 1980 | 14 690  |
| 1990 | 55 866  |
| 2000 | 88 454  |
| 2010 | 164 716 |
| 2020 | 204 851 |

## Rodáci
- Ace Hood (* 1988) – americký rapper